# National Trails System
Cet article concerne les chemins des États-Unis. Pour les chemins du Royaume-Uni, voir National Trails.

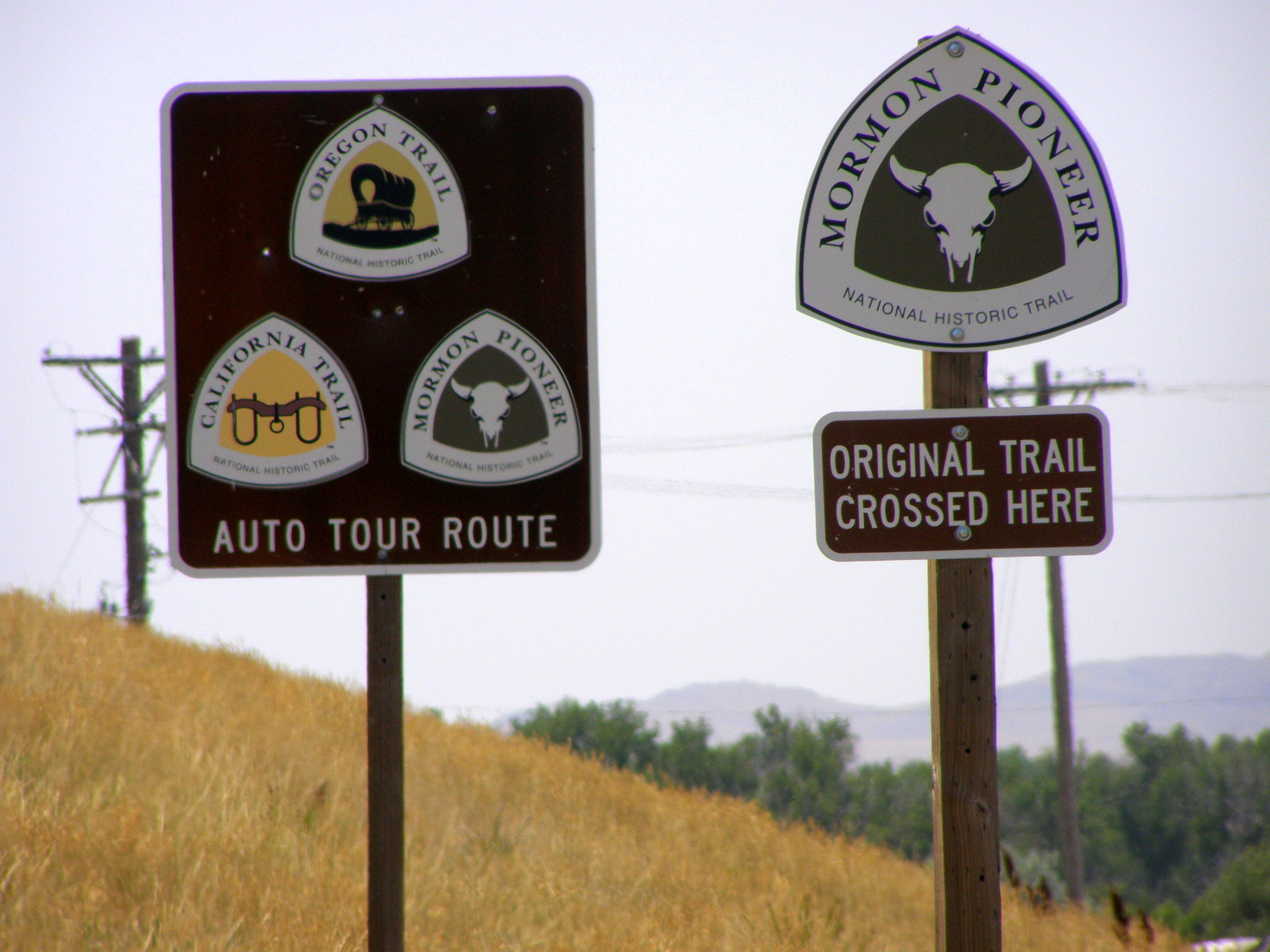
Panneaux utilisés pour signaler les routes modernes le long des chemins historiques ou paysagers et les points importants le long des chemins historiques.

Le National Trails System (en français : Réseau national des chemins de randonnée) regroupe les chemins de grande randonnée américains. Il a été créé par le Congrès américain en 1968.
Il distingue trois types de chemins  :
- les National Scenic Trails (NST) avec un parcours d'au moins 160 km, interdit aux véhicules motorisés et traversant des sites sortant de l'ordinaire. Il existe en 2008 huit NST, le sentier des Appalaches et le Pacific Crest Trail furent les deux premiers. Le dernier créé date de 2009. En 2018, l'ensemble des NST totalise plus de 23 266 km ;
- les National Historic Trails (NHT) qui suivent des voies qui ont eu une importance historique, des temps très anciens (piste de peuplement hawaiien, chemin de la période glaciaire) à une histoire plus récente (Chemin de Selma à Montgomery reprenant l'itinéraire de la marche pour les droits civiques de 1965). Il existe en 2018 dix-neuf NHT. La piste de la Californie est le plus long avec 9 117 km ;
- les connecting and side trails sont des chemins annexes liés aux deux catégories précédentes. Il n'en existe que deux.

Une quatrième catégorie, le National Recreation Trails (NRT) ne nécessite pas l'approbation du Congrès mais seulement l’homologation par les départements de l’Intérieur et de l'Agriculture et peuvent bénéficier de financement fédéral. Répartis sur tout le territoire, ils font en général moins de 80 km. Il en existe plus de 1 000 et il s'en créait une trentaine par an. Plus récréatifs, certains peuvent être parcourus à vélo ou à cheval voire en motoneige et offrent d'autres activités sportives liées au site (spéléologie, escalade, etc.).
En 2018, l'ensemble totalise 80 000 km. Ils sont tous gérés par une agence fédérale : le Bureau of Land Management, l’USDA Forest Service ou le National Park Service, deux chemins étant gérés conjointement par deux agences. Dans certains cas, ces agences acquièrent des terres pour protéger certains sites mais le plus souvent elles travaillent en partenariat avec les États traversés, les collectivités locales ou les propriétaires privés pour protéger les terres ou les structures le long des chemins et les rendre accessibles au public. Neuf Américains sur dix vivent à moins de 55 km de l'un d'eux.

## Historique
Le National Trails System a été créé par le National Trails System Act (Public Law 90-543), une loi fédérale votée par le Congrès américain le 2 octobre 1968. Cette loi créait une série de chemins « to promote the preservation of, public access to, travel within, and enjoyment and appreciation of the open-air, outdoor areas and historic resources of the Nation ». Spécifiquement, la loi autorisait trois types de chemins, les National Scenic Trails, National Recreation Trails, et des chemins reliés et annexes. La loi de 1968 créait également deux National Scenic Trails, le sentier des Appalaches et le Pacific Crest Trail, et demanda que l'on étudie 14 chemins supplémentaires susceptibles d'y être rajoutés.
En 1978, résultat de l'étude des chemins les plus significatifs de l'histoire américaine, une quatrième catégorie de chemins fut créée : les National Historic Trails. Depuis 1968, plus de 40 chemins ont été étudiés et 21 d'entre eux sont devenus des NHT.